# Fábio da Silva
Fábio Pereira da Silva (sinh ngày 09 tháng 7 năm 1990), thường được gọi là Fábio hoặc Fábio da Silva, là một cầu thủ bóng đá Brasil đang chơi ở vị trí hậu vệ cho CLB nantes.
Anh và anh em sinh đôi của mình, Rafael, chuyển đến Manchester United từ Fluminense vào tháng 2 năm 2007, nhưng không được phép thi đấu cho đến ngày 18 tháng 7 năm 2008. khi cả 2 đủ 18 tuổi. Không giống như Rafael, Fábio phải vật lộn để cạnh tranh một vị trí chính thức trong đội một Manchester United, và sau một thời gian được cho Queens Park Rangers mượn vào năm 2012–13, anh chuyển đến Cardiff City bằng một HĐ dài hạn vào tháng 1 năm 2014.

## Đầu đời
Fábio được sinh ra ở Petrópolis (còn được gọi là Thành phố Hoàng gia của Brazil) là một thành phố ở bang Rio de Janeiro. Bắt đầu chơi bóng đá từ 5 tuổi, anh cùng với người anh em sinh đôi là Rafael da Silva thường thi đấu 5-5 trong thành phố. Năm 11 tuổi, Fábio được người đại diện của Fluminense phát hiện và đưa đến trung tâm đào tạo của CLB tại Xerém.

## Sự nghiệp câu lạc bộ

### Fluminense
Fábio bắt đầu sự nghiệp bóng đá của mình ở vị trí tiền vệ phòng ngự ở câu lạc bộ địa phương, Boa Esperança, nhưng anh đã được chuyển đổi thành hậu vệ cánh trái khi anh gia nhập Fluminense của Rio de Janeiro. Fábio đã tham gia vào Nike Premier Cup 2005 tại Hồng Kông, nơi anh được phát hiện bởi trinh sát Les Kershaw của Manchester United. Kershaw sau đó gọi điện thoại cho Sir Alex Ferguson và đề nghị câu lạc bộ ký hợp đồng với Fábio nhưng do anh từ chối với lý do không thể thiếu người anh em song sinh Rafael của mình lên Manchester United đã ký hợp đồng với cả hai. Manchester United đã liên lạc với Fluminense và cho phép cho cặp sinh đôi đi tới Manchester để tập luyện cùng họ trong năm 2005. Ngay sau đó, một trinh sát coi là đại diện của Arsenal đã đến thăm cặp song sinh và mời họ đến Anh để tập luyện cùng Arsenal mà không cần sự cho phép của Fluminense, tuy nhiên, họ đã thuyết phục người mẹ của họ rằng họ đã ở với Fluminense từ năm 11 tuổi, và rằng họ nên cho câu lạc bộ một số lòng trung thành. Do đó, họ đã quyết định ký hợp đồng với Manchester United trước Arsenal, và hai câu lạc bộ đã đồng ý một thỏa thuận vào tháng 2 năm 2007, cặp song sinh chuyển đến Manchester trong tháng 1 năm 2008 mà không bao giờ đã chơi cho đội bóng đầu tiên Fluminense

### Manchester United
Mặc dù ký hợp đồng với câu lạc bộ vào tháng 2 năm 2007 nhưng Fábio không thể được đăng ký như một cầu thủ Manchester United hoặc chơi cho câu lạc bộ cho đến khi sinh nhật thứ 18 của mình vào ngày 09 tháng 7 năm 2008. Anh xuất hiện đầu tiên cho Manchester United vào ngày 04 Tháng Tám năm 2008, khi vào thay thế cho Patrice Evra trong trận giao hữu thắng Peterborough United 2 -0. Màn biểu diễn của anh trong trận đấu đã được ca ngợi,với tuyên bố rằng "Manchester United cuối cùng đã phát hiện ra những gì họ đang thiếu ".Anh đã chơi trong tám trận đấu cho đội dự bị của câu lạc bộ, ghi được năm bàn thắng - trong đó có một hat-trick vào lưới Rochdale trong khuôn khổ Senior Cup Lancashire vào ngày 16 Tháng Ba năm 2009 - và được điền tên trên băng ghế dự bị cho trận đấu thứ hai của Manchester United trong trận đấu với Portsmouth vào ngày 25 Tháng Tám năm 2008. Tuy nhiên, lần đầu tiên Fábio chơi cho đội 1 Manchester lại bị trì hoãn bởi một chấn thương vai, sau đó anh được yêu cầu phẫu thuật.
Fábio cuối cùng cũng chơi trận ra mắt vào ngày 24 tháng Giêng 2009, trong khuôn khổ vòng 4 FA Cup khi Manchester United giành chiến thắng 2-1 trước Tottenham Hotspur. Tuy nhiên, anh bị một chấn thương bắp chân ngay đầu hiệp hai và được thay thế bằng Richard Eckersley. Fábio chơi trận đầu tiên của mình tại Premier League cho Manchester United vào ngày 16 tháng 8. Anh chơi ở bên cánh phải trong trận đấu với Birmingham City trong ngày khai mạc của mùa giải 2009-10. Anh đã bắt đầu trận thứ hai của mình trên sân nhà trước Wolverhampton Wanderers ở vòng thứ ba của League Cup, nhưng anh đã phải nhận thẻ đỏ chỉ sau một nửa giờ thi đấu khi phạm lỗi với Michael Kightly.
Ngày 21 Tháng 10, Fábio đã được trao cơ hội lần đầu tiên tại Champions League trong chiến thắng 1-0 trước CSKA Moscow, anh bắt đầu trò chơi nhưng ra sân ngay trước khi kết thúc với một chấn thương. Sir Alex Ferguson bày tỏ vui mừng với hiệu suất Fábio, đặc biệt là với các trò chơi đang được phát trên một bề mặt nhân tạo. [ 15 ] Ngày 27 tháng 10, Fábio đã được đặt sau pha phạm lỗi phạm của anh em sinh đôi Rafael trong 2-0 của United với League Cup chiến thắng trước Barnsley. [ 16 ] Manchester United và kêu gọi FA đồng ý rằng đây là một sự nhầm lẫn, chuyển giao thẻ cho Rafael. [ 17 ] Vào ngày 01 tháng 4 năm 2010, Fábio đã ký gia hạn hợp đồng với Manchester United sẽ buộc anh ta câu lạc bộ cho đến khi ít nhất là tháng 6 năm 2014. [ 18 ] Fábio ghi bàn thắng đầu tiên cho United vào ngày 26 tháng 2 năm 2011, lưới mục tiêu cuối cùng trong 4-0 giành chiến thắng trên Wigan Athletic. [ 19 ] Chỉ cần hai tuần sau đó, anh đã ghi bàn một lần nữa, lưới FA Cup đầu tiên của mình Mục tiêu và đầu tiên tại Old Trafford, mở tỉ số từ cự ly gần trong chiến thắng 2-0 trước Arsenal. [ 20 ] Trong 28 tháng 5 năm 2011 Fabio bắt đầu trận chung kết Champions League với Barcelona. Kỳ tuy nhiên đã thua trận 3-1. Vào tháng 4 năm 2012, Sir Alex Ferguson tuyên bố rằng, để cung cấp cho ông những kinh nghiệm đầu tiên đội bóng Manchester United không có thể cung cấp vào thời điểm đó, Fábio sẽ đi cho mượn trong mùa giải 2012-13

### Trở lại Manchester United
Năm 2013 Fábio trở lại Manchester United.

## Sự nghiệp quốc tế

### Bàn thắng quốc tế
== Phong cách chơi: công thủ toàn diện

## Thống kê sự nghiệp

### Câu lạc bộ
Tính đến ngày 10 tháng 7 năm 2015
| Câu lạc bộ                 | Mùa giải       | Ngoại hạng     | Ngoại hạng | Ngoại hạng | Cúp FA | Cúp FA    | Cúp Liên đoàn | Cúp Liên đoàn | Châu Âu | Châu Âu   | Khác   | Khác      | Tổng cộng | Tổng cộng |
| Câu lạc bộ                 | Mùa giải       | Hạng           | Ra sân     | Bàn thắng  | Ra sân | Bàn thắng | Ra sân        | Bàn thắng     | Ra sân  | Bàn thắng | Ra sân | Bàn thắng | Ra sân    | Bàn thắng |
| -------------------------- | -------------- | -------------- | ---------- | ---------- | ------ | --------- | ------------- | ------------- | ------- | --------- | ------ | --------- | --------- | --------- |
| Manchester United          | 2008–09        | Premier League | 0          | 0          | 2      | 0         | 0             | 0             | 0       | 0         | 0      | 0         | 2         | 0         |
| Manchester United          | 2009–10        | Premier League | 5          | 0          | 1      | 0         | 2             | 0             | 2       | 0         | 1      | 0         | 11        | 0         |
| Manchester United          | 2010–11        | Premier League | 11         | 1          | 4      | 1         | 2             | 0             | 7       | 0         | 1      | 0         | 25        | 2         |
| Manchester United          | 2011–12        | Premier League | 5          | 0          | 0      | 0         | 3             | 0             | 7       | 0         | 0      | 0         | 15        | 0         |
| Manchester United          | 2013–14        | Premier League | 1          | 0          | 1      | 0         | 1             | 1             | 0       | 0         | 0      | 0         | 3         | 1         |
| Manchester United          | Tổng           | Tổng           | 22         | 1          | 8      | 1         | 8             | 1             | 16      | 0         | 2      | 0         | 56        | 3         |
| Queens Park Rangers (mượn) | 2012–13        | Premier League | 21         | 0          | 1      | 1         | 1             | 0             | –       | –         | –      | –         | 23        | 1         |
| Cardiff City               | 2013–14        | Premier League | 13         | 0          | 0      | 0         | –             | –             | –       | –         | –      | –         | 13        | 0         |
| Cardiff City               | 2014–15        | Championship   | 30         | 0          | 0      | 0         | –             | –             | –       | –         | –      | –         | 30        | 0         |
| Cardiff City               | 2015–16        | Championship   | 9          | 0          | 0      | 0         | -             | -             | –       | –         | –      | –         | 9         | 0         |
| Cardiff City               | Tổng           | Tổng           | 43         | 0          | 0      | 0         | –             | –             | –       | –         | –      | –         | 43        | 0         |
| Tổng sự nghiệp             | Tổng sự nghiệp | Tổng sự nghiệp | 62         | 1          | 9      | 2         | 9             | 1             | 16      | 0         | 2      | 0         | 110       | 4         |

## Thành tích

### Câu lạc bộ
Manchester United
- Giải bóng đá Ngoại hạng Anh (1): 2010-2011
- Siêu cúp bóng đá Anh (1): 2010